# Max Lindholm
Max Lindholm, född 4 juli 1997 i Österhaninge, Stockholms län, är en svensk ishockeyspelare som spelar för Frölunda HC i SHL. Lindholm har tidigare spelat för bland annat AIK, Örebro HK och Skellefteå AIK, med Älta IF som moderklubb.

## Klubbar
- AIK J20, Superelit (2014/2015 – 2017/2018)
- AIK, Allsvenskan (2015/2016 – 2018/2019)
- Väsby IK, Hockeyettan (2016/2017) (lån)
- Örebro HK, SHL (2019/2020 – 2020/2021)
- BIK Karlskoga, Allsvenskan (2019/2020) (lån)
- AIK, Allsvenskan (2020/2021) (lån)
- AIK, Allsvenskan (2021/2022)
- Skellefteå AIK, SHL (2022/2023 – 2024/2025)
- Frölunda HC, SHL (2025/2026 –)